# Phantom of the Paradise
Phantom of the Paradise är en kultförklarad amerikansk långfilm i regi av Brian De Palma från år 1974. 

## Handling
Winslow Leach har skrivit en rockopera och hans stora dröm är att sätta upp operan på den nya rockklubben The Paradise. Swan, som äger klubben, gillar operan – så han stjäl den från Leach och sen påstår han att det är han själv som skrivit den. Leach försöker reda ut det hela, men då hamnar han i fängelse.
En dag lyckas Leach rymma, och nu planerar han att hämnas på Swan. Men Leach fastnar med huvudet i en skivpress, och hans ansikte blir alldeles vanställt. Därefter faller han ner i en flod, och alla antar att han är död. Men Leach lever, och han förvandlar sig själv till The Phantom och börjar terrorisera Swan och hans senaste stjärnskott, Beef. 

## Om filmen
Filmen är löst baserad på Gaston Leroux bok Fantomen på Operan, och det var även den första musikalversionen som gjordes av boken. Musiken skrevs av Paul Williams, som även spelar Swan.
Filmen blev en stor succé och har idag uppnått kultstatus. I Frankrike visades filmen på bio oavbrutet i femton år.

## Rollista i urval
- William Finley – Winslow Leach
- Paul Williams – Swan
- Jessica Harper – Phoenix
- Gerrit Graham – Beef
- George Memmoli – Philbin